# Predalles

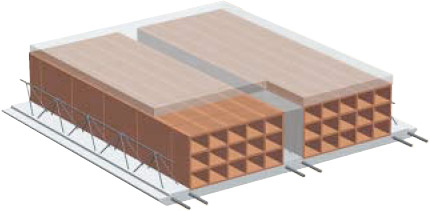
Solaio a lastra in calcestruzzo con elementi di alleggerimento in laterizio

Le lastre predalles sono lastre piane in calcestruzzo tralicciate prefabbricate, ad armatura lenta, che vengono utilizzate per la realizzazione di solai in calcestruzzo a lastra.

## Caratteristiche costruttive
La singola lastra, che va a costituire l'intradosso del solaio, è  composta da soprastante soletta in calcestruzzo armato vibrato, di altezza compresa tra 4 cm e 6 cm irrigidita da una serie di tralicci elettrosaldati disposti nella direzione della sua lunghezza, il cui numero dipende dalla larghezza dell'elemento. 

Nel caso di lastre da 120 cm (che generalmente rappresenta la larghezza standard) sono previsti tre tralicci, due laterali ed uno centrale, che diventano 5 nel caso di elementi da 250 cm.
La larghezza di 250 cm è il massimo normalmente consentito nel trasporto stradale.

## Posa in opera
Una volta posate le lastre il solaio viene completato in opera con:
- la posa di elementi di laterizio o pani di polistirolo espanso di alleggerimento di varie altezze, delimitanti le nervature resistenti intermedie;
- la posa dell'armatura integrativa per assorbire i momenti negativi da disporre in corrispondenza delle nervature (appoggi);
- la posa delle eventuale armatura di ripartizione dei carichi da disporre nella caldana (normalmente reti elettrosaldate);
- il getto di calcestruzzo di completamento.

## Marcatura CE
La marcatura CE non rappresenta un marchio di qualità del prodotto ma sta a significare che il prodotto soddisfa i requisiti essenziali previsti per quel prodotto e per l'impiego previsto.
Per gli elementi prefabbricati sottoposti a marcatura CE è previsto un solo sistema di attestazione di conformità CE:
- livello 2+: è richiesta una dichiarazione di conformità rilasciata dal produttore accompagnata dalla certificazione del Controllo del processo di Fabbrica (Factory Control Production o FPC) rilasciata da un organismo notificato.

Generalmente la marcatura CE avviene mediante l'apposizione di un'etichetta direttamente sui prodotti ovvero mediante stampa dell'etichetta sul Documento di Trasporto.
Il lay-out ed il contenuto di informazioni dell'etichetta viene descritto nei punti successivi

## Documentazione di accompagnamento
Ogni fornitura di lastre predalles, e comunque di ogni elemento prefabbricato ad uso strutturale deve essere accompagnato dalla seguente documentazione che dovrà essere visionata dal D.L. per l'accettazione del prodotto:
- documento di trasporto (DDT);
- Dichiarazione di Prestazione (D.O.P.) rilasciata dal produttore riportante almeno le seguenti indicazioni:
  - nome dell'azienda produttrice
  - descrizioni del prodotto
  - indirizzo dello stabilimento
  - numero dell' Factory Production Control (F.P.C. rilasciato da un organisno notificato che certifichi la conformità del processo produttivo alla norma di riferimento)
- verifica che il prodotto viaggi con regolare etichetta riportante il simbolo CE con tutti i dati necessari applicata sul prodotto o sull'imballaggio o sul DDT;

### Documentazione Tecnica
- piano di montaggio;
- istruzioni sull'installazione e la manutenzione;
- relazione di calcolo (opzionale).
- eventuali dichiarazioni (non certificazioni) per prestazioni di resistenza al fuoco R.

### Etichetta CE
L'etichetta con il simbolo di marcatura CE, nella versione semplificata deve riportare almeno le seguenti informazioni:
- marcatura di conformità CE, consistente nel simbolo «CE»
- numero di identificazione dell'Organismo di certificazione (es. 0123)
- nome o marchio identificativo e indirizzo del produttore
- ultime due cifre dell'anno in cui è stata applicata la marcatura (es. 10 per 2010)
- numero del certificato di conformità dell'FPC
- norma a cui il prodotto e conforme (UNI EN 13747)

Nella forma estesa (metodo 3) l'etichetta può contenere:
- descrizione del prodotto (es. lastre tralicciate in c.a. per solaio)
- informazioni sul prodotto e sulle caratteristiche rilevanti

## Nota Bene
Dopo l'entrata in vigore del Regolamento UE N. 305/2011 (14 Luglio 2014), che fissa i criteri per l'abrogazione della Direttiva 89/106/CEE, è stato introdotto il documento D.O.P. in sostituzione della dichiarazione di conformità. La dicitura XXXX/CPD/XXXX viene sostituita con XXXX/CPR/XXXX su tutta la documentazione di marcatura.

## Normativa
- UNI EN 13747:2010 - Prodotti prefabbricati di calcestruzzo - Lastre per solai